# Marie Bashir
Pour les articles homonymes, voir Bashir.
Marie Roslyn Bashir, Lady Shehadie (née le 1er décembre 1930 à Narrandera), est une psychiatre et femme d'État australienne. Elle est gouverneur de Nouvelle-Galles du Sud de 2001 à 2014 et chancelière de l'université de Sydney de 2007 à 2012. 

## Biographie
Elle est née à Narrandera dans la Riverina en Nouvelle-Galles du Sud, de parents libanais. Elle fréquenta la Narrandera Public School puis la Sydney Girls High School (en). Elle fit ensuite ses études de médecine à l'université de Sydney et obtint son diplôme en 1956. 
Marie Bashir enseigna ensuite à l'université de Sydney et à l'université de Nouvelle-Galles du Sud en travaillant dans les services de pédiatrie et de santé mentale ainsi que de santé indigène. Elle devint professeur de psychiatrie à l'université de Sydney en 1993 puis directrice des services de santé mentale de Sydney (1994) enfin Senior Consultant dans les services de médecine aborigène de Redfern (en 1996) et de Kempsey.
Elle travailla sur :
- la protection judiciaire des jeunes ;
- la dépression des adolescents ;
- les problèmes de santé dans les pays en voie de développement ;
- la formation des professionnels de santé ;
- la télémédecine et les nouvelles techniques de santé.

En 2001, sur proposition du Premier ministre, Bob Carr, la reine Élisabeth II la nomme gouverneur de l'État. Elle est la première femme gouverneur de Nouvelle-Galles du Sud et la première femme gouverneur d'origine libanaise.
Le 15 octobre 2007, sur proposition du Premier ministre Morris Iemma, la reine prolonge son mandat de quatre ans. Elle quitte finalement son poste le 1er octobre 2014 après treize ans et sept mois en fonction.
Marie Bashir est mariée à l'ancien maire de Sydney, Sir Nicholas Shehadie, et par conséquent a droit au titre de Lady Shehadie. Elle a trois enfants et six petits-enfants.

## Distinctions
|                                                                           | Compagnon de l'ordre d'Australie (AC) (reconnaissance en tant que gouverneur) | 2001 |
| Officier de l'ordre d'Australie (AO) (reconnaissance en tant que médecin) | 1988                                                                          |      |
|                                                                           | Commandeur de l'ordre royal de Victoria (CVO)                                 | 2006 |
|                                                                           | Dame de Grace du Très vénérable ordre de Saint-Jean (DStJ)                    | 2001 |
|                                                                           | Médaille du Centenaire (Centenary Medal)                                      | 2001 |
|                                                                           | Commandeur de l'ordre national du Cèdre                                       | 2004 |
|                                                                           | Chevalier de la Légion d'honneur                                              | 2009 |